# Bošnjaci (Vukovar-Syrmie)
Pour les articles homonymes, voir Bošnjaci.
Bošnjaci est un village et une municipalité située dans le comitat de Vukovar-Syrmie, en Croatie. Au recensement de 2001, la municipalité comptait 4 653 habitants, dont 98,63 % de Croates ; en 2001, la municipalité et le village étaient confondus.

## Localités
La municipalité de Bošnjaci ne compte qu'une seule localité, le village éponyme de Bošnjaci.